# Luísa de Meclemburgo-Strelitz
Luísa Augusta Guilhermina Amália em Meclemburgo (em alemão: Luise Auguste Wilhelmine Amalie zu Mecklenburg; Hanôver, 10 de março de 1776 – Hohenzieritz, 19 de julho de 1810) foi uma rainha-consorte da Prússia, a mãe do primeiro imperador alemão, Guilherme I, e da imperatriz Alexandra Feodorovna da Rússia.
Luísa era filha de Carlos II, Grão-Duque de Meclemburgo-Strelitz, príncipe alemão que prestava serviço como marechal de campo e que mais tarde se tornou governador-geral do Eleitorado de Hanôver. Após as mortes da sua mãe e madrasta, Luísa de seis anos e os seus irmãos foram viver com a avó em Darmstadt, onde foram criados de forma simples e com uma forte consciência para educação e caridade. O seu casamento com o príncipe-herdeiro prussiano em 1793 e ascensão ao trono como rainha-consorte quatro anos depois levaram a que Luísa se tornasse o centro da corte real. A rainha era popular e conhecida pela sua beleza e charme, fazendo questão de se manter a par dos assuntos de estado, o que levou a que formasse poderosas alianças com os ministros do governo. O seu casamento feliz, ainda que de curta duração, deu origem a nove filhos, incluindo os futuros monarcas Frederico Guilherme IV da Prússia e o primeiro imperador alemão Guilherme I.
O seu legado ficou ainda mais fortalecido após o seu encontro infame com Napoleão Bonaparte em Tilsit (atual Sovetsk) em 1807 — Luísa encontrou-se com ele com o objectivo de lhe pedir termos favoráveis ao Reino da Prússia depois das derrotas desastrosas durante as invasões napoleónicas, algo que não conseguiu. Já muito amada pelos seus súbditos, este encontro fez com que Luísa fosse reverenciada como a alma da virtude nacional. A sua morte prematura aos 34 anos preservou a sua memória para a posteridade e fez com que Bonaparte tivesse afirmado que o rei perdeu o seu melhor ministro. A Ordem de Luísa foi instaurada pelo seu marido desgostoso quatro anos após a sua morte como contra-parte à Cruz de Ferro. Na década de 1920, as mulheres alemãs conservadoras fundaram a Liga da Rainha Luísa, e a própria rainha seria usada na propaganda nazi como um exemplo da mulher alemã ideal.

## Início de vida

### Nascimento

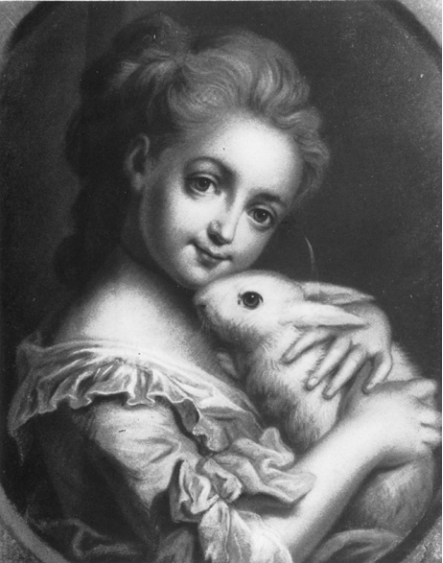
Luísa em 1784

A duquesa Luísa Augusta Guilhermina Amália de Meclemburgo-Strelitz nasceu no dia 10 de março de 1776 numa villa de um andar, nos arredores da capital do ducado em Hanôver. Era a quarta menina e sexta filha de Carlos II, Grão-Duque de Meclemburgo-Strelitz e da sua esposa, a condessa Frederica de Hesse-Darmstadt, uma neta de Luís VIII de Hesse-Darmstadt. A sua avó materna, a condessa Maria Luísa de Hesse-Darmstadt, e a sua prima direita paterna, a princesa Augusta Sofia do Reino Unido foram as suas madrinhas de baptismo; o seu segundo nome foi dado em honra da princesa.
Quando Luísa nasceu, o seu pai ainda não era governante de Meclemburgo-Strelitz (viria a suceder o seu irmão como duque apenas em 1794), e consequentemente, ela não nasceu na corte, mas sim numa casa menos formal. Carlos era marechal de campo da brigada doméstica de Hanôver e pouco depois do nascimento de Luísa tornou-se governador-geral do território por ordem do rei Jorge III da Grã-Bretanha e Hanôver. A família mudou-se mais tarde para Leineschloss, a residência dos reis de Hanôver, apesar de continuar a morar em Herrenhausen no verão.
Luísa era muito próxima à sua irmã Frederica, que era dois anos mais nova, bem como ao irmão Jorge. Luísa e os irmãos eram cuidados pela sua governanta fraulein von Wolzogen, uma amiga da mãe. Quando Luísa tinha apenas seis anos de idade, perdeu a mãe quando ela dava à luz, algo que deixou uma marca permanente na jovem duquesa; quando se encontrava com crianças órfãs, Luísa dava-lhes sempre dinheiro, afirmando que ela é como eu, não tem mãe. Após a morte da duquesa, a família trocou Leineschloss por Herrenhausen, por vezes chamada de uma miniatura de Versalhes. O pai de Luísa voltou a casar-se dois anos depois com a irmã mais nova da sua antiga esposa, Carlota, tendo um filho dela, Carlos. Luísa afeiçoou-se à sua nova madrasta, mas esta também viria a morrer um ano depois do casamento. O duque ficou destroçado e decidiu levar os seus filhos para Darmstadt, entregando-os ao cuidado da sua sogra, a condessa viúva de Darmstadt e avó materna de Luísa.

### Educação

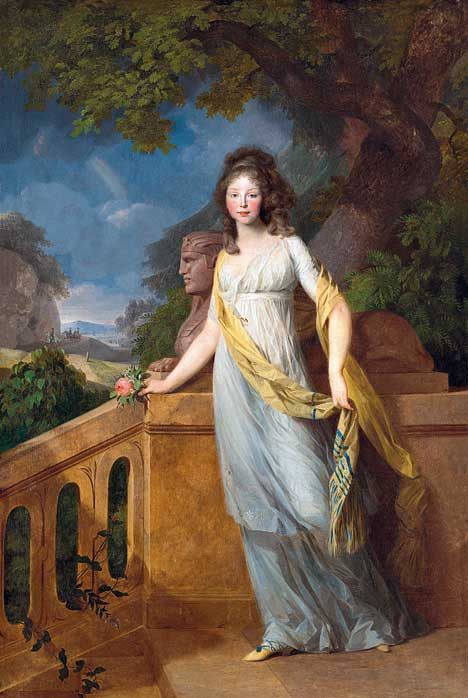
Princesa real Luísa
Johann Friedrich August Tischbein, 1796

A avó de Luísa preferiu educar os netos de forma simples e eles faziam as suas próprias roupas. Foi contratada uma nova governanta da Suíça, madame Gelieux, que deu lições de francês às crianças, como acontecia frequentemente com crianças da aristocracia da época, Luísa tornou-se fluente e aprendia as outras lições em francês, negligenciando o seu alemão nativo. A sua educação religiosa foi dada por um clérigo da Igreja Luterana. Para além das suas lições, Luísa aprendeu também o valor da caridade, acompanhando frequentemente a sua governanta quando esta visitava casas de pobres e necessitados. Luísa era encorajada a dar tanto quanto podia, mesmo apesar de arranjar frequentemente problemas com a avó por dar demasiado dinheiro à caridade. Desde os dez anos até ao seu casamento aos dezassete, Luísa passou a maior parte do tempo na companhia da sua avó e da governanta, ambas bem-educadas e refinadas. Quando tinha apenas nove anos de idade, Luísa assistiu à leitura do primeiro acto de "Don Carlos" pelo poeta Friedrich Schiller, algo que fomentou o seu amor pela literatura alemã, principalmente pelos trabalhos de Schiller. Luísa adorava história e poesia e, além de Schiller, também gostava de Goethe, Paul, Herder, Shakespeare e tragédias gregas.
Em 1793, Maria Luísa levou as suas duas netas mais novas a Frankfurt quando foi dar condolências ao seu sobrinho, o rei Frederico Guilherme II da Prússia. Luísa tinha-se tornado numa jovem mulher bonita, com uma aparência requintada e grandes olhos azuis e era graciosa por natureza. O tio de Luísa, o duque de Meclemburgo, tinha esperanças de fortalecer os laços entre a sua casa real e a Prússia. Consequentemente, numa noite planeada cuidadosamente pelo duque, Luísa de dezassete anos conheceu o filho e herdeiro do rei, o príncipe-herdeiro Frederico Guilherme. O príncipe-herdeiro tinha vinte e três anos, era sério e religioso. Luísa impressionou-o tanto que ele decidiu imediatamente que queria casar com ela. Entretanto, a irmã de Luísa, Frederica, chamou a atenção do irmão mais novo de Frederico, o príncipe Luís Carlos, e as duas famílias começaram a planear um noivado duplo que foi celebrado um mês depois, no dia 24 de abril de 1793 em Darmstadt. Frederico e Luísa casaram-se no dia 24 de dezembro do mesmo ano, com Frederica a contrair matrimónio dois dias depois.

## Prússia

### Princesa herdeira

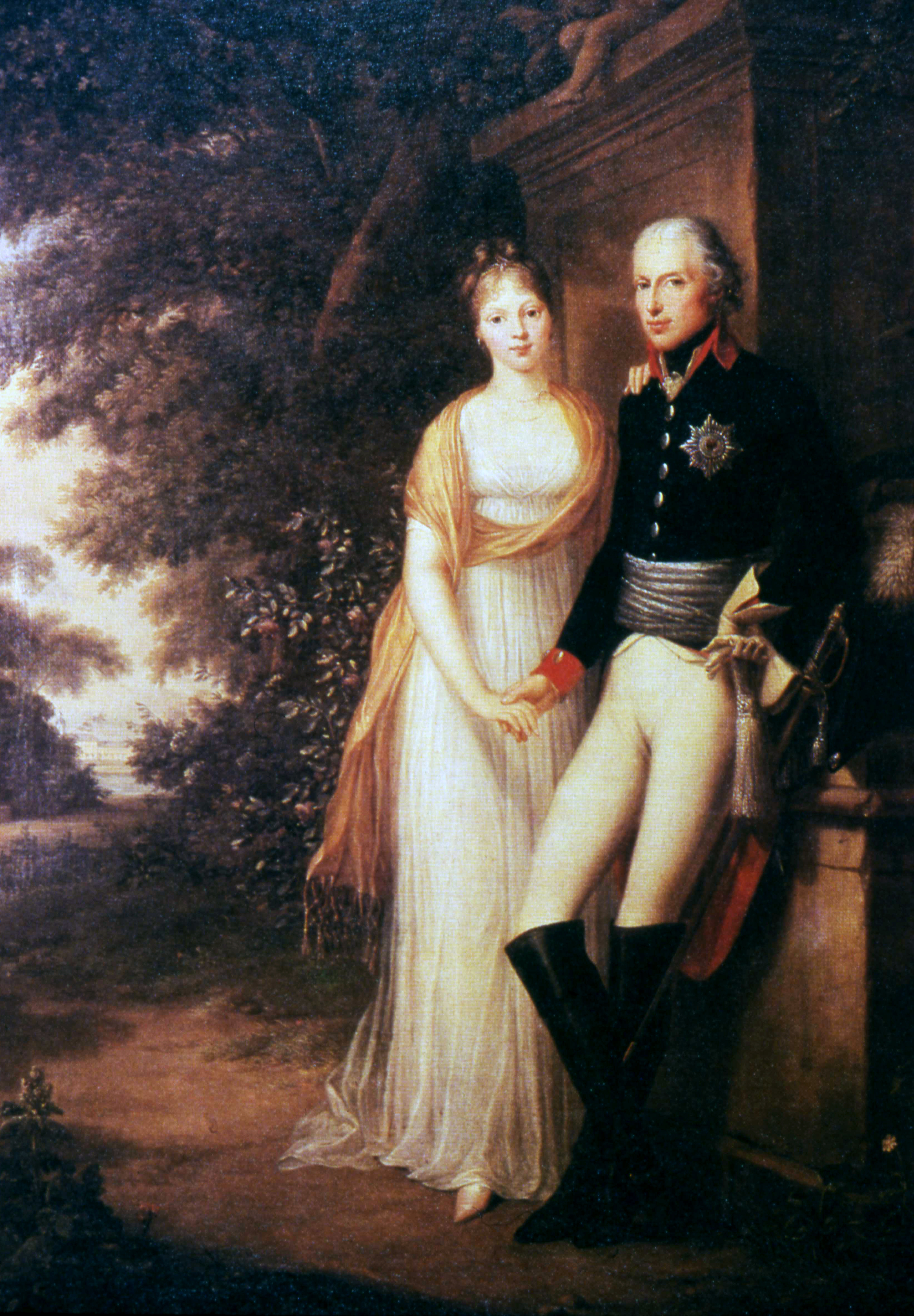
Frederico Guilherme III e rainha Luísa no jardim do Palácio Charlottenburg
Friedrich Georg Weitsch, 1799, Schloss Pfaueninsel

A chegada de Luísa a Berlim, a capital prussiana, provocou grande sensação e ela foi agraciada com uma grande recepção por parte dos cidadãos alegres da cidade. Quando quebrou o protocolo para pegar numa criança e beijá-la, o escritor prussiano Friedrich de la Motte Fouqué comentou que a chegada da princesa angelical espalha um esplendor nobre nestes dias. Todos os corações saem para a conhecer e a sua graça e bondade não deixam ninguém indiferente. Outro escreveu que quanto mais uma pessoa conhece a princesa, mas fica cativada pela sua nobreza interior e pela bondade angélica do seu coração.
O sogro de Luísa, o rei Frederico Guilherme II, deu o Palácio de Charlottenburg ao casal, mas o príncipe-herdeiro e a sua esposa preferiam viver no Palácio de Paretz, nos arredores de Potsdam, onde Luísa se mantinha ocupada com os afazeres da casa. Paretz ficava longe da confusão da corte, já que o casal se sentia mais feliz no abrigo rural da vida no campo. O casamento foi feliz e Luísa era muito amada pelo marido que lhe chamava a princesa das princesas e lhe deu um palácio em Oranienburg.
A princesa-herdeira via como seu dever apoiar o marido em todas as suas decisões e o casal gostava de passar tempo junto a ler Shakespeare e Goethe. Luísa não demorou a ficar grávida, dando à luz, para sua tristeza, uma bebé morta no dia 1 de outubro de 1794. No entanto, pouco depois, seguiram-se nove filhos saudáveis com pouca diferença de idades entre eles, apesar de dois deles terem morrido na infância: Frederico Guilherme (1795), Guilherme (1797), Carlota (1798), Frederica (1799), Carlos (1801), Alexandrina (1803), Fernando (1804), Luísa (1808) e Alberto (1809).
O espírito caritativo de Luísa nunca esmoreceu durante a sua vida e, em certa ocasião, enquanto participava num festival de colheitas, comprou presentes e distribuiu-os pelas crianças locais. No primeiro aniversário de casamento, quando o rei Frederico Guilherme II pediu à sua nora o que ela queria de presente, ao que Luísa respondeu que queria dinheiro para distribuir pela cidade e partilhar a sua alegria com o povo. O rei sorriu e deu-lhe uma grande quantia para a tarefa.

### Rainha consorte

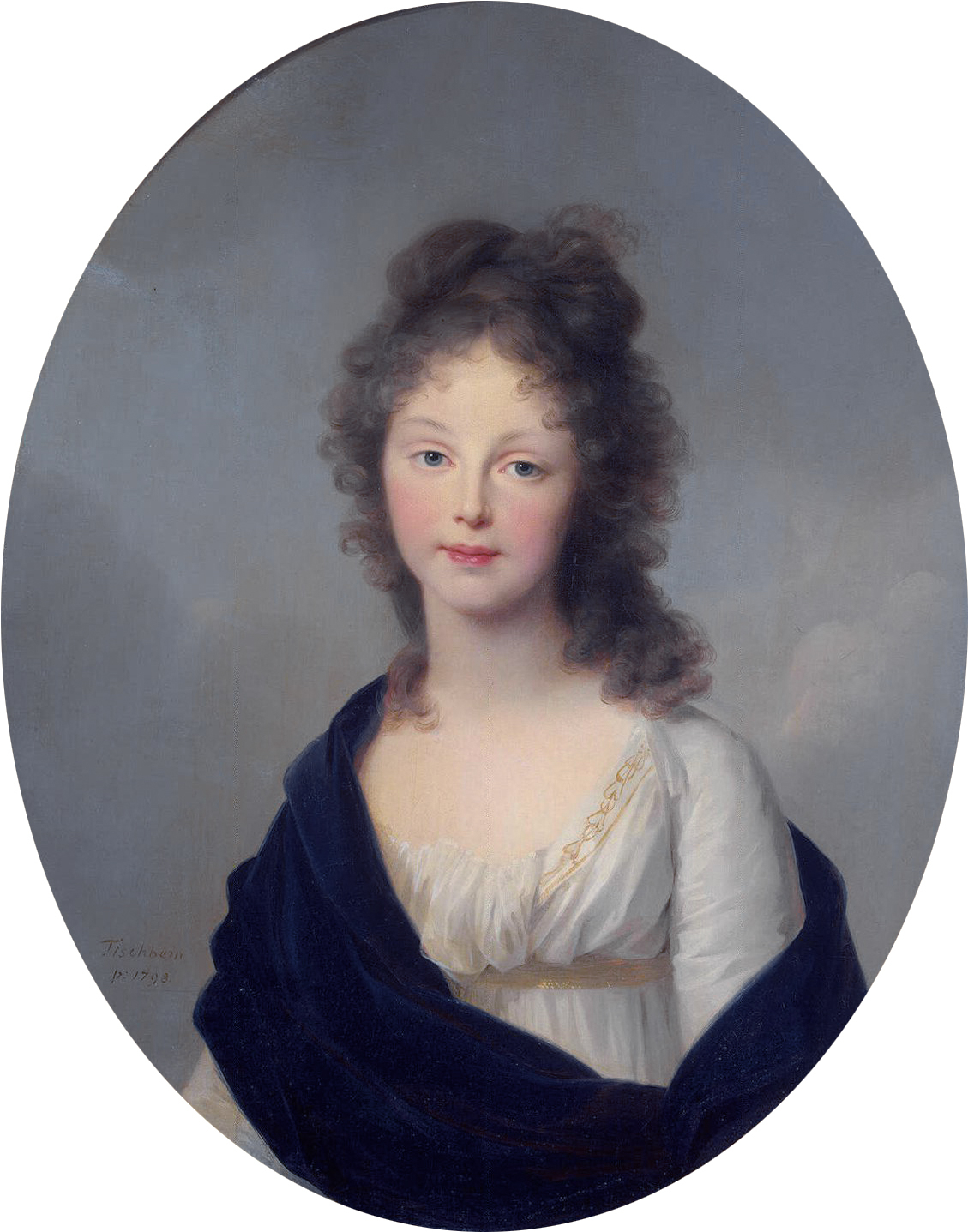
Rainha Luísa da Prússia
Johann Friedrich August Tischbein, 1798, Hermitage

A 16 de novembro de 1797, o seu marido sucedeu ao trono do Reino da Prússia como rei Frederico Guilherme III, após a morte do seu pai. Luísa escreveu à sua avó: Agora sou rainha e o que mais me alegra é a esperança de que a partir de agora não tenho de escolher as minhas obras de caridade com tanto cuidado. O casal teve de abandonar a solicitude do Palácio de Paletz e começou a viver sob a repressão da corte real. Começaram uma viagem pelas províncias orientais do país com dois objectivos: o rei queria conhecer melhor os seus novos súbditos e apesar da invulgaridade de uma consorte acompanhar o rei para além da capital, Frederico Guilherme também queria que o povo conhecesse a sua rainha. Luísa foi recebida com festejos em todo o lado. Pela primeira vez na história da Prússia, a rainha surgia como uma figura celebrada por direito próprio, uma vez que exercia um papel muito mais importante do que as antigas rainhas. A presença de Luísa na viagem oriental do marido foi uma inovação no papel tradicional da consorte. Contudo, o poder e legado da rainha não vinham do facto de ter uma corte separada da do marido, mas sim o oposto: ela sempre subordinou a sua inteligência e a sua destreza em favor do sucesso do marido. Também se tornou num ícone de moda, iniciando a moda de usar um lenço para a impedir de ficar doente.
Após a ascensão do marido ao trono, Luísa criou muitos laços com ministros experientes e tornou-se numa figura poderosa do governo, uma vez que inspirava respeito e afecto universais. A rainha saía muitas vezes do seu papel para ficar informada dos desenvolvimentos da corte e desde o princípio do reinado, o novo rei consultou sempre Luísa sobre assuntos de estado. Frederico Guilherme era hesitante e cuidadoso, afirmando em 1798: Abomino a guerra e (…) não conheço nada melhor no mundo do que a preservação da paz e da tranquilidade como o único sistema para a felicidade da espécie humana. Seguindo a política estrangeira do seu falecido pai, Frederico Guilherme fez os possíveis para permanecer neutro durante os primeiros anos do conflito com a revolucionária Primeira República Francesa, que cresceu para se tornar nas invasões napoleónicas (1803–15); recusou as pressões de vários países para escolher um lado na Guerra da Segunda Coligação. Luísa apoiava esta visão, avisando que se a Prússia escolhesse ficar do lado da coligação de poderes da Áustria, Grã-Bretanha e da Rússia, acabaria por ficar dependente desta última para apoio militar. Previu que a Prússia era, de longe, o poder mais fraco desta coligação e que nunca seria beneficiada em tal aliança. Os ataques franceses fizeram com que o rei considerasse entrar na guerra, mas a sua indecisão impedia-o de escolher um lado, quer com a França ou com os poderes da coligação. Consultou Luísa e vários ministros e eventualmente sentiu-se tentado a uma aliança com Napoleão que tinha vencido recentemente a Batalha de Austerlitz (1805).
O barão von Stein, um membro do governo, tendo abominado a antiga neutralidade do país, tentou reformar a organização do governo, levando-o de um nepotismo baseado em favores para um governo ministerial responsável. Preparou um documento para o rei, onde detalhava com uma linguagem forte que reformas administrativas eram necessárias, como o estabelecimento de linhas de responsabilidade mais claras entre os ministros; contudo, este documento nunca chegou até Frederico Guilherme, uma vez que o barão o entregou primeiro ao general Ernst von Rüchel que, por sua vez, o entregou à rainha na primavera de 1806. Apesar de Luísa ter concordado com o seu conteúdo, achou que a escrita estava demasiado violenta e fervente para o agrado do rei e, consequentemente, ajudou a escondê-lo.

### Guerra com a França

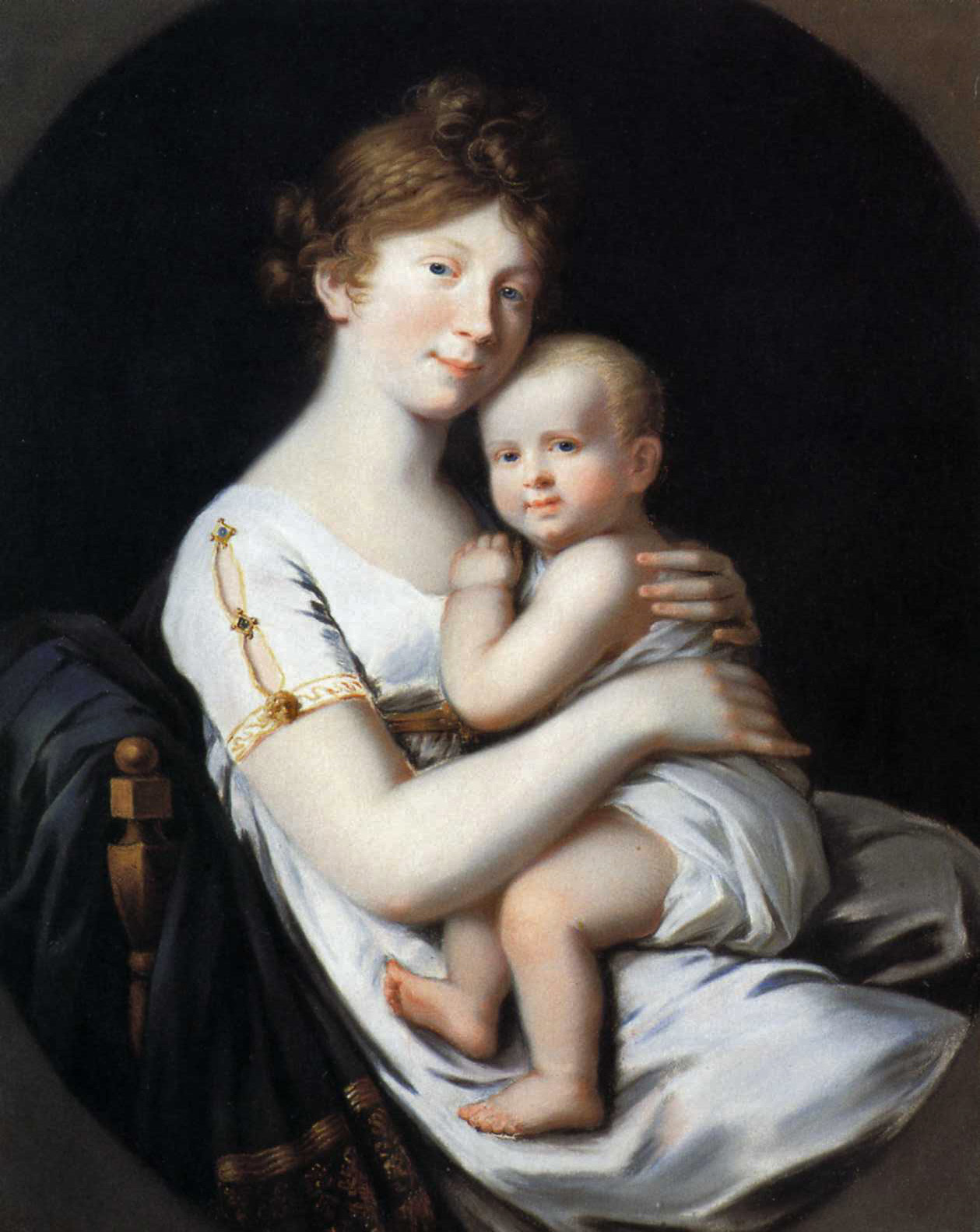
Luísa com o filho Frederico Guilherme
Johann Heinrich Schröder, 1996

Entre os conselheiros do rei, os membros da sua família como a rainha (uma apoiante aberta da guerra) e o príncipe Luís Fernando lideravam a facção militarista a favor de uma guerra contra a França; aqueles que estavam contra a neutralidade, mas a favor de uma reforma eram liderados pelo barão von Stein e por Karl August von Hardenberg. Conhecendo o temperamento do rei, Hardenberg pediu uma reforma directamente à rainha, um gesto sábio, uma vez que Frederico Guilherme via as exigências de afastar os seus conselheiros de confiança como um motim semelhante ao de Fronde.
Apesar de a Prússia não entrar numa guerra desde 1795, os seus líderes militares estavam confiantes de que venceriam as tropas de Napoleão Bonaparte. Após um pequeno incidente envolvendo um panfleto antifrancês, o rei Frederico Guilherme foi finalmente pressionado pela sua esposa e família a acabar com a sua paz precária e entrar em guerra contra o imperador francês. As tropas prussianas começaram a mobilizar-se, um gesto que culminou na Batalha de Jena–Auerstedt que foi desastrosa para a Prússia, uma vez que a capacidade do seu exército foi destronada pelos franceses. O rei e a rainha tinham acompanhado as tropas à batalha de Jena (na qual Luísa se teria vestido como uma amazona), mas tiveram de fugir das tropas francesas.

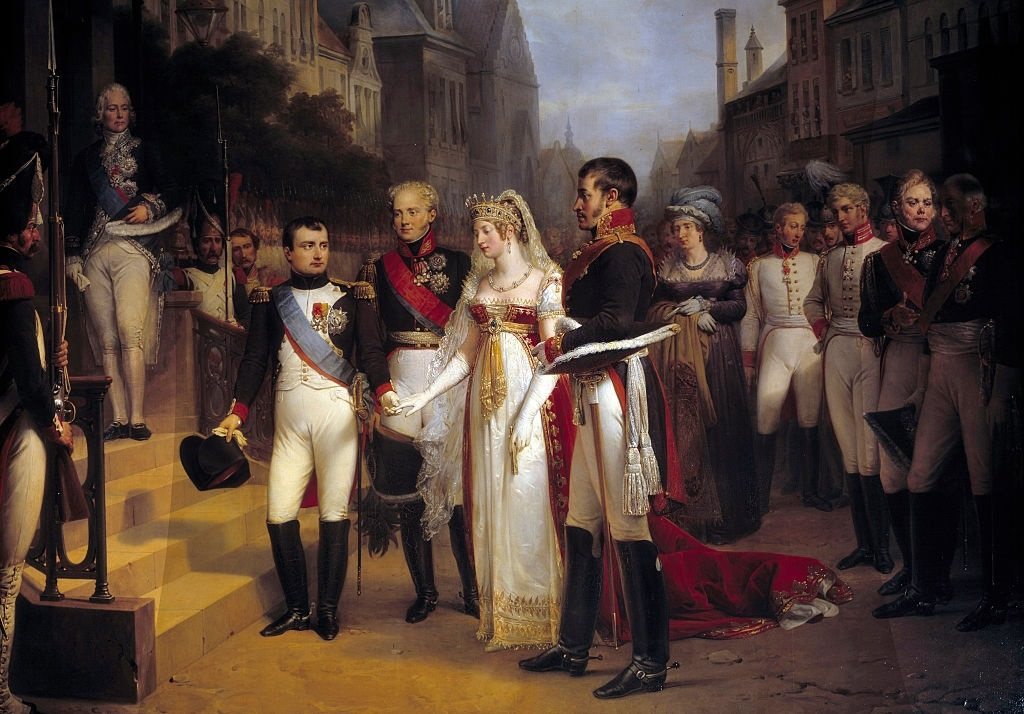
O encontro de Luísa com Napoleão

O próprio Napoleão Bonaparte ocupou Berlim, forçando o rei, a rainha e o resto da família a fugir, apesar da doença de Luísa, no ponto mais alto do inverno para Königsberg, na parte mais oriental do reino. Na viagem para lá, não havia comida nem água limpa e o rei e a rainha foram forçados a partilhar o mesmo local de alojamento num daqueles celeiros miseráveis a que chamam casas, segundo uma testemunha que viajou com eles.
Após vários eventos, Napoleão exigiu, de uma posição alta, os seus termos de paz, naquela que seria chamada a Paz de Tilsit (1807). A meio destas negociações, o imperador aceitou manter metade da Prússia intacta. Aos homens que negociavam a paz juntou-se a rainha Luísa; Frederico Guilherme tinha enviado a sua esposa grávida para implorar melhores condições para a Prússia, com Luísa a avisar o marido: pelo amor de Deus, que não haja nenhuma paz vergonhosa (…) [a Prússia] deveria pelo menos cair com honra. Como o rei achava que a presença da sua esposa deixaria Napoleão mais relaxado, Luísa aceitou com relutância encontrar-se com o imperador em Tilsit (atual Sovetsk), mas apenas para salvar a sua Prússia. Napoleão tinha tentado destruir a imagem de Luísa quando lançou rumores sobre a sua possível infidelidade, mas mesmo assim a rainha encontrou-se com ele, recorrendo à sua beleza e charme para o convencer a ceder termos mais favoráveis. Antes, Luísa tinha falado sempre de Napoleão como "o Monstro", mas mesmo assim fez um pedido para falar com ele em privado, momento no qual se atirou aos pés dele; apesar de ter ficado impressionado com a sua graciosidade e determinação, Napoleão recusou-se a fazer concessões, escrevendo à sua esposa, a imperatriz Josefina que Luísa é realmente encantadora e muito atenciosa comigo. Mas não fiques com ciúmes (…) ia sair-me muito caro interpretar o papel do galante. Contudo, as tentativas de Napoleão para destruir a reputação de Luísa falharam e só fizeram com que ela fosse mais amada na Prússia. Os esforços da rainha para proteger o seu país das agressões francesas foram muito admirados pelas gerações que se seguiram.

### Últimos anos

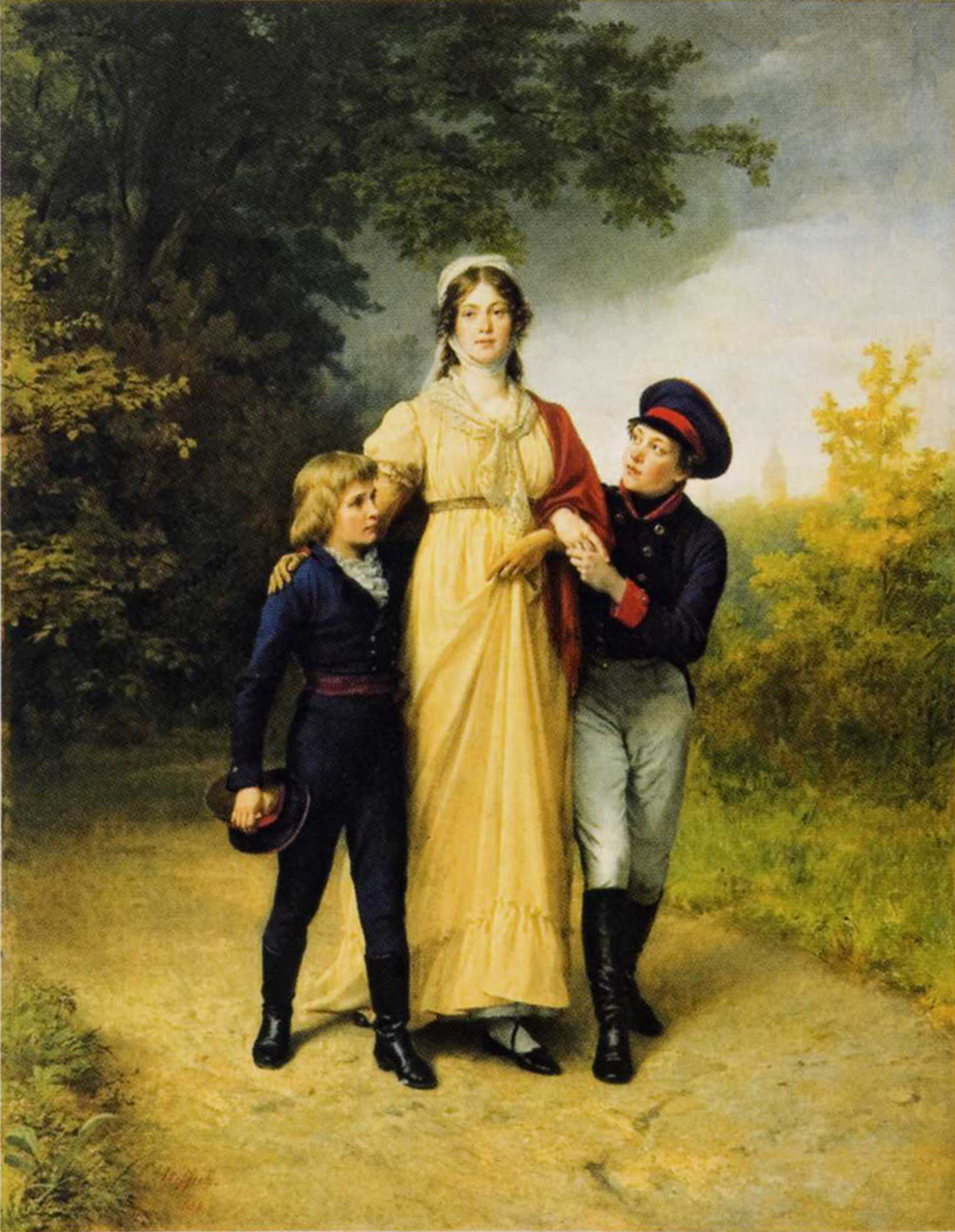
Luísa com os filhos Frederico Guilherme e Guilherme.

Foram impostos duros sacrifícios ao Reino da Prússia, incluindo uma indemnização de vários milhões de francos. Sendo um símbolo da antiga grandiosidade e orgulho prussiano, Luísa passou pela ocupação francesa com particular dificuldade, principalmente devido aos frequentes insultos por parte de Napoleão que chegou a chamá-la de o único homem a sério na Prússia. A rainha reconhecia que o seu país dependia dela para apoio moral e por isso conseguiu recuperar o seu antigo optimismo, passando muito tempo a preparar o seu filho mais velho para o seu futuro papel como rei. Nos anos seguintes, Luísa apoiou os esforços de reforma governamental levados a cabo por Stein e Hardenberg, bem como os de Gerhard von Scharnhorst e August Neidhardt von Gneisenau para reorganizar o exército. Após o desastre de Tilsit, Luísa foi importante no regresso do barão Stein (o rei tinha-o dispensado), dizendo a Frederico Guilherme que Stein é a minha última esperança. Tem um grande coração, uma mente ampla, talvez saiba os remédios que nos estão escondidos.
Em 1808 ainda se considerava perigoso regressar a Berlim, por isso a família real passou o verão perto de Königsberg; Luísa acreditava que as dificuldades pelas quais os seus filhos estavam a passar na infância lhes iriam fazer bem: se eles tivessem sido criados com luxo e prosperidade poderiam pensar que iam viver sempre assim. No inverno de 1808, o czar Alexandre I convidou o rei e a rainha a visitar São Petersburgo, onde estiveram alojados em quartos sumptuosos. Nada me espanta mais, exclamou ela quando regressou à Alemanha. Perto do nascimento do seu filho mais novo em 1809, Luísa escreveu ao seu pai: felizmente (…) as calamidades que nos atingiram não afectaram o nosso casamento nem a vida em família, mas sim fortaleceram-nos e tornaram-nos mais preciosos.
Luísa esteve doente durante quase todo o ano, mas regressou com o rei para Berlim perto do seu final e depois de uma ausência de três anos. A rainha chegou numa carruagem acompanhada pelas suas duas filhas Carlota e Alexandrina e o seu filho Carlos, e foi recebida pelo pai no Palácio de Charlottenburg. O palácio tinha sido saqueado por Napoleão e pelos seus comandantes que levaram quadros, estátuas, manuscritos e antiguidades. No seu regresso a uma Prússia muito diferente daquela que tinha deixado, um padre observou que a nossa querida rainha está longe de estar feliz, mas a sua seriedade tem uma serenidade silenciosa (…) os seus olhos perderam o antigo brilho e uma pessoa vê que choraram muito e ainda choram.
No dia 19 de julho de 1810, enquanto visitava o seu pai em Strelitz, a rainha morreu nos braços do marido devido a uma doença não-identificada. Os súbditos da rainha apontaram a ocupação francesa como a causa da morte prematura de Luísa. A nossa santa está no céu, exclamou o general prussiano Gebhard Leberecht von Blücher. A morte de Luísa deixou o seu marido sozinho durante um período de grande dificuldade, uma vez que as invasões napoleónicas e a necessidade de uma reforma continuavam. Napoleão terá dito que o rei tinha perdido o seu melhor ministro.
Luísa foi enterrada no jardim do Palácio de Charlottenburg onde foi construído um mausoléu com uma estátua de Christian Daniel Rauch sobre a sua campa. Frederico Guilherme não se voltou a casar até 1824, quando contraiu um casamento morganático com a sua amante Auguste von Harrach, explicando que a companhia e simpatia femininas tornaram-se necessárias para mim, por isso devo casar outra vez. Após a sua morte a 7 de Junho de 1840, Frederico Guilherme foi enterrado a seu lado.

## Legado

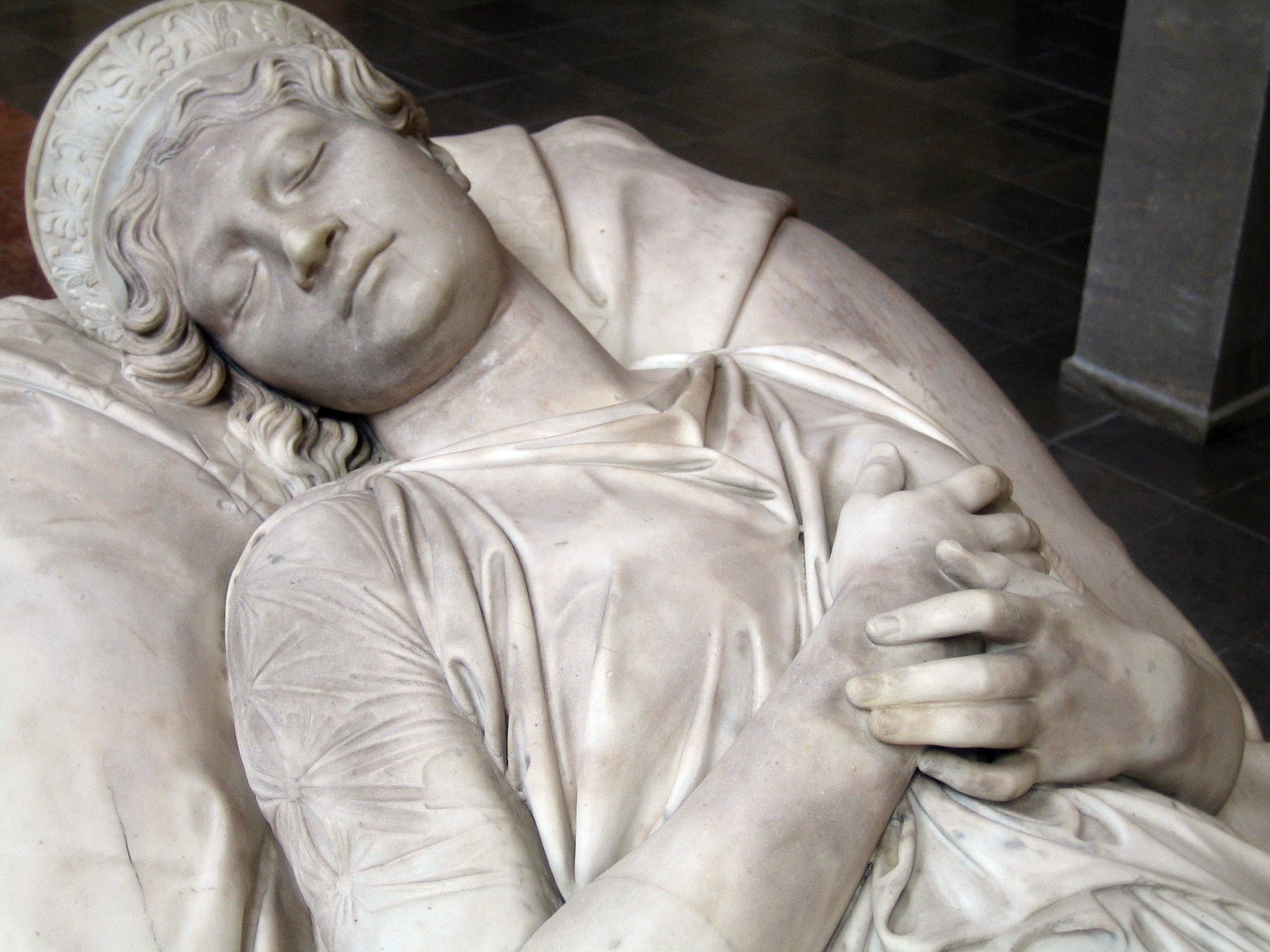
Túmulo da rainha Luísa

A rainha Luísa era considerada a alma da virtude nacional pelos seus súbditos, e alguns historiadores descrevem-na como o nacionalismo prussiano personificado. Segundo Christopher Clark, Luísa era uma celebridade feminina que, aos olhos do público, combinava virtude, modéstia e a graça de um soberano com gentileza e sensualidade, e cuja morte precoce em 1810, aos trinta e quatro anos de idade, preservou a sua juventude para a posterioridade. A sua reputação de apoiante amada e respeitada do seu marido tornou-se essencial para o seu legado. O culto que com o tempo se construiu em volta da figura de Luísa ficou associado com os atributos femininos ideais: beleza, doçura, gentileza maternal e virtudes de esposa.
No aniversário do seu nascimento, em 1814, Frederico Guilherme, o rei-viúvo, criou a Ordem de Luísa (Luisenorden), uma condecoração complementar da Cruz de Ferro. Esta devia ser entregue a mulheres que tivessem contribuído significativamente para o esforço de guerra contra Napoleão, apesar de ter sido depois entregue a membros da Casa de Hohenzollern que não estavam relacionadas com o imperador francês, tais como a sua neta por afinidade, a princesa-real Vitória do Reino Unido, e a sua bisneta, a princesa Sofia da Prússia, rainha da Grécia. Em 1880 foi inaugurada uma estátua de Luísa no Tiergarten em Berlim.
Luísa inspirou a criação da organização de mulheres conservadores alemãs, conhecida por Königin-Luise-Bund, frequentemente chamada de Luisenbund (Liga da Rainha Luísa) na qual a sua figura atingiu um estatuto de culto. O principal objectivo do grupo era promover o patriotismo entre as mulheres alemãs e enfatizava valores como a família e a moral alemã. A Königin-Luise-Bund esteve activa durante a República de Weimar e os primeiros anos do Terceiro Reich. Apesar de ter apoiado abertamente o movimento nacionalista alemão desde a sua criação e ao longo de toda a sua campanha de propaganda até ser eleito em 1933, a Liga da Rainha Luísa acabou por ser extinta pelo Partido Nazi em 1934 por ser considerada uma organização hostil.
Luísa e a imperatriz Maria Teresa da Áustria foram as duas únicas mulheres históricas utilizadas na propaganda nazi, visto que o regime considerava Luísa a personificação das qualidades femininas, que o governo estava a tentar integrar nas escolas alemãs. Enquanto a resistência e provocação de Luísa às invasões napoleónicas são vistas como o despertar do espírito prussiano, o seu marido é considerado uma vergonha patética que preferiu viver em paz do que se vingar de Napoleão.

### Cultura popular
A personagem de Luísa apareceu em vários filmes alemães incluindo Der Film von der Königin Luise (1913), Die elf schillschen Offiziere (1926), e Vivat – Königin Luise im Fichtelgebirge (2005), e o documentário Luise – Königin der Herzen (2010).
Luísa era também a personagem principal de dois dos romances de uma série sobre a história do século XIX na Alemanha chamada Louisa of Prussia and her Times and Napoleon e Queen of Prussia, escrito por Luise Mühlbach.

## Descendência
A rainha Luísa e Frederico Guilherme III tiveram os seguintes filhos:
- Filha natimorta (1794)
- Frederico Guilherme IV da Prússia (1795–1861), casou-se com Isabel Luísa da Baviera, com descendência;
- Guilherme I da Alemanha (1797–1888), casou-se com Augusta de Saxe-Weimar, com descendência;
- Carlota da Prússia (1798–1860), casou-se com Nicolau I da Rússia, com descendência;
- Frederica da Prússia (1799–1800), morreu na infância;
- Carlos da Prússia (1801–1883), casou-se com Maria de Saxe-Weimar, com descendência;
- Alexandrina da Prússia (1803–1892), casou-se com Paulo Frederico, Grão-Duque de Meclemburgo-Schwerin, com descendência;
- Fernando da Prússia (1804–1806), morreu na infância;
- Luísa da Prússia (1808–1870), casou-se com Frederico dos Países Baixos, com descendência;
- Alberto da Prússia (1809–1872), casou-se com Mariana dos Países Baixos, com descendência.